# جزیره کائوی
جزیره کائوی (به انگلیسی: Cowie Island) یک جزیره غیر مسکونی در کانادا است که در ساسکاچوان واقع شده‌است. جزیره کائوی ۰ نفر جمعیت دارد.